# Distretto di Kapurthala
Il distretto di Kapurthala è un distretto del Punjab, in India, di 752 287 abitanti. È situato nella divisione di Jalandhar e il suo capoluogo è Kapurthala.